# Amanda Cerny
Amanda Rachelle Cerny, née le 26 juin 1991 à Pittsburgh (Pennsylvanie), est une personnalité d'internet américaine,. Elle est connue sur YouTube et sur Vine ou elle comptait plus de 4 millions de followers,. Elle est la « Playmate du mois » du magazine Playboy en octobre 2011,.

## Jeunesse
Amanda Cerny naît le 26 juin 1991 à Pittsburgh, en Pennsylvanie.

## Carrière
À l’âge de 15 ans, Amanda commence à travailler comme mannequin. Elle est présentée dans Playboy en tant que « Playmate du mois » dans l'édition d'octobre 2011. Par la suite, elle commence à publier du contenu sur Vine et compte plus de 4 millions de followers. Elle devient une célébrité sur YouTube, Instagram, Snapchat, Facebook et Twitter. En août 2017, Amanda est nommée responsable de la nouvelle division des talents numériques de la plateforme de streaming musical LiveXLive.

## Filmographie
- 2019 : Airplane Mode
- 2020 : The Babysitter : Killer Queen